# Nicola Verlato
Nicola Verlato (Verona, 19 febbraio 1965) è un pittore, scultore e architetto italiano residente a Los Angeles, in California.
Nato a Verona, ha iniziato a dipingere molto presto imparando da Fra 'Terenzio, un pittore nel monastero dei frati francescani di Lonigo. Si è inoltre formato in musica classica e ha studiato liuto e composizione presso i conservatori di Verona e Padova.  Ha studiato architettura all'Università IUAV di Venezia dal 1984 al 1990, sebbene non abbia mai completato la sua laurea.

## Biografia
La sua prima esposizione seria è stata all'età di 15 anni nel municipio di Lonigo, una mostra di 3 persone in collaborazione con altri 2 artisti della zona.  Dopo essersi trasferito a Venezia, ha iniziato a lavorare per l'aristocrazia locale e gli stranieri benestanti che vivevano in città.  Durante questo periodo, oltre alla pittura, ha anche lavorato su quasi tutto ciò che era legato al disegno: scenografie, decorazioni temporanee, illustrazioni, fumetti e storyboard. Nel 1995 ha vinto un premio presso la Fondazione Bevilacqua La Masa. Intorno ai 28 anni ha iniziato a dedicarsi alla scena dell'arte contemporanea e, di conseguenza, a esibire le sue opere in numerose gallerie in Italia e all'estero in mostre personali e collettive.  Nel 1996, Verlato si trasferisce a Milano, dove crea la sua ben radicata notorietà in Italia.  Nello stesso anno espone le sue opere alla XII Quadriennale al Palazzo delle Esposizioni di Roma.
Nel 2004, Verlato si è trasferito da Milano a New York.  Mentre viveva a New York ha insegnato alla New York Academy of Art. Ha esposto i suoi dipinti, disegni e sculture sia negli Stati Uniti che a livello internazionale come nel Museum of Modern Art di Arnhem e alla Biennale di Praga. Una sua installazione è stata esposta alla Biennale di Venezia del 2009, nel padiglione italiano.
I suoi lavori sono stati pubblicati sulle riviste americane ed europee come Flash Art, Juxtapoz , Hi Fructose, Vogue Italia, Art Pulse , LoDown Magazine.